# Nekrolog 2. Quartal 1993
Nekrolog
◄◄
| ◄
| 1989
| 1990
| 1991
| 1992
| 1993 | 1994 | 1995 | 1996 | 1997 | ► | ►►
1. Quartal |
2. Quartal |
3. Quartal |
4. Quartal 1993
Weitere Ereignisse | Allgemeiner Nekrolog 1993
Die Beschreibung der verstorbenen Person sollte so kurz wie möglich gehalten sein und nur deren signifikante Tätigkeit(en) enthalten.
Neue Namen ggf. auch unter dem Geburts- und Sterbedatum, also etwa unter 1. Januar und im Geburts- und Sterbejahr (2024) eintragen (nur bei entsprechender großer Wichtigkeit). Für Beispiele siehe die schon vorhandenen Artikel.
Außerdem über die fünf zuletzt Verstorbenen, zu denen es einen ausreichend guten Artikel für eine Präsentation auf der Hauptseite gibt, nach der todesbedingten Überarbeitung der Artikel ggf. auch unter Wikipedia Diskussion:Hauptseite informieren und sie am besten auch in den anderen Wikipedia-Sprachversionen eintragen. Tipp: Regelmäßig bei news.google.de nach „ist tot“, „gestorben“ oder „verstorben“ suchen.
Wenn eine Person gestorben ist, gibt es viele Seiten zu dieser Person in der Wikipedia, die davon auch betroffen sind und entsprechend aktualisiert werden müssen. Beispiele: Namenübersichtsseite, Geburtsjahr, Geburtsort-Seiten und viele mehr.
Wie finde ich die betroffenen Seiten?
Im Suchfeld auf der linken Seite gibt man den Suchbegriff so ein: „Vorname Nachname“. Dann klickt man auf Volltext und alle Seiten mit entsprechendem Suchtext werden aufgerufen. Hier sieht man dann schnell, wo auch das Todesjahr Sinn macht oder sogar ein Teil des Artikels angepasst werden muss. Auch hilft das „Werkzeug“ auf der linken Seite sehr gut, um solche Seiten aufzufinden: „Links auf diese Seite“. Somit ist die Wikipedia wieder aktuell in allen Bereichen! Hinweis: bei Eintragung der Kategorie „Gestorben JAHR“ wird der Missbrauchsfilter 49 ausgelöst, was jedoch nicht schlimm ist. Siehe: Spezial:Missbrauchsfilter/49
Dies ist eine Liste von im zweiten Quartal 1993 verstorbenen bekannten Persönlichkeiten. Die Einträge erfolgen innerhalb der einzelnen Daten alphabetisch sortiert. Tiere sind im Nekrolog für Tiere zu finden.

## Mai
| Tag     | Name                              | Beruf, bekannt als                                                                                 | Alter | Beleg |
| ------- | --------------------------------- | -------------------------------------------------------------------------------------------------- | ----- | ----- |
| 1. Mai  | Pierre Bérégovoy                  | französischer Politiker, Mitglied der Nationalversammlung                                          | 67    |       |
| 1. Mai  | Erwan Bergot                      | französischer Offizier und Schriftsteller                                                          | 63    |       |
| 1. Mai  | Donald Dupree                     | US-amerikanischer Bobfahrer                                                                        | 74    |       |
| 1. Mai  | Henri Ellenberger                 | Schweizer Psychiater, Psychoanalytiker und Medizinhistoriker                                       | 87    |       |
| 1. Mai  | Warren P. Knowles                 | US-amerikanischer Politiker                                                                        | 84    |       |
| 1. Mai  | Ranasinghe Premadasa              | sri-lankischer Politiker                                                                           | 68    |       |
| 1. Mai  | Sara Jane Rhoads                  | US-amerikanische Chemikerin                                                                        | 72    |       |
| 1. Mai  | István Wampetits                  | ungarischer Fußballspieler und -trainer                                                            | 89    |       |
| 2. Mai  | Sylvia Balter                     | polnisch-österreichische Bibliothekarin und Germanistin                                            | 91    |       |
| 2. Mai  | Julio Gallo                       | US-amerikanischer Unternehmer                                                                      | 83    |       |
| 2. Mai  | Heiner Gross                      | Schweizer Jugendschriftsteller                                                                     | 69    |       |
| 2. Mai  | Eddie Hertzberger                 | niederländischer Unternehmer und Autorennfahrer                                                    | 88    |       |
| 2. Mai  | Juana Lecaros Izquierdo           | chilenische Malerin und Grafikerin                                                                 | 72    |       |
| 2. Mai  | Karl-Friedrich Merten             | deutscher Marineoffizier, U-Boot-Kommandant und Techniker                                          | 87    |       |
| 2. Mai  | André Moynet                      | französischer Flieger, Politiker, Mitglied der Nationalversammlung und Autorennfahrer              | 71    |       |
| 02. Mai | Monty Southall                    | britischer Radrennfahrer                                                                           | 85    |       |
| 3. Mai  | Antônio Barbosa                   | brasilianischer Ordensgeistlicher und römisch-katholischer Erzbischof                              | 81    |       |
| 3. Mai  | Alfred de Chapeaurouge            | deutscher Politiker (CDU), MdHB                                                                    | 85    |       |
| 3. Mai  | Robert De Niro, Sr.               | US-amerikanischer Maler                                                                            | 71    |       |
| 3. Mai  | Ottilie Graszl                    | österreichische Tischtennisspielerin                                                               | 76    |       |
| 3. Mai  | Jupp Lückeroth                    | deutscher Maler                                                                                    | 73    |       |
| 3. Mai  | Gottfried Müller                  | deutscher Komponist und Organist                                                                   | 78    |       |
| 3. Mai  | Peter Stoll                       | deutscher Gynäkologe und Geburtshelfer und Hochschullehrer                                         |       |       |
| 3. Mai  | Hermína Týrlová                   | tschechische Regisseurin und Trickfilmproduzentin                                                  | 92    |       |
| 3. Mai  | Ferdinand Wallbrecht              | deutscher Politiker (CDU), MdL                                                                     | 77    |       |
| 4. Mai  | Bchira Ben Mrad                   | tunesische Patriotin und Feministin                                                                |       |       |
| 4. Mai  | Michele Maccarrone                | italienischer Kirchenhistoriker                                                                    | 83    |       |
| 4. Mai  | Margret Mund                      | deutsche Wasserspringerin                                                                          | 84    |       |
| 4. Mai  | Willem Polak                      | niederländischer Angehöriger der Waffen-SS                                                         | 77    |       |
| 4. Mai  | Otto Heinrich Senn                | Schweizer Architekt                                                                                | 90    |       |
| 4. Mai  | France Štiglic                    | jugoslawischer Filmregisseur                                                                       | 73    |       |
| 4. Mai  | Inge Stolten                      | deutsche Schauspielerin, Schriftstellerin, Journalistin und Politikerin                            | 72    |       |
| 4. Mai  | Hugo von Wallis                   | deutscher Jurist                                                                                   | 83    |       |
| 5. Mai  | George William Ahr                | US-amerikanischer Geistlicher, Bischof von Trenton                                                 | 88    |       |
| 5. Mai  | Dermot Boyle                      | britischer Offizier der RAF                                                                        | 88    |       |
| 5. Mai  | Witali Michailowitsch Bujanowski  | russischer Hornist, Musikprofessor und Komponist                                                   | 64    |       |
| 5. Mai  | Reinaldo Coloma                   | chilenischer Fußballspieler                                                                        | 63    |       |
| 5. Mai  | Heinz Flügel                      | deutscher Publizist, Schriftsteller und Hörspielautor                                              | 86    |       |
| 5. Mai  | Jean Földeák                      | deutscher Ringer                                                                                   | 89    |       |
| 5. Mai  | Wennemar Haarmann                 | deutscher Verwaltungsjurist und Landrat im Kreis Stormarn                                          | 79    |       |
| 5. Mai  | Irving Howe                       | US-amerikanischer Literaturwissenschaftler                                                         | 72    |       |
| 5. Mai  | Kurt Lauterbach                   | deutscher Tenorbuffo, Komiker, Entertainer und Schauspieler                                        | 73    |       |
| 05. Mai | Malcolm Metcalf                   | US-amerikanischer Leichtathlet                                                                     | 82    |       |
| 5. Mai  | Werner Theisen                    | deutscher Rechtsanwalt und Zeitungsverleger                                                        | 65    |       |
| 5. Mai  | Paul Wegener                      | deutscher NSDAP-Gauleiter, MdBB, MdR                                                               | 84    |       |
| 6. Mai  | Robert Becker                     | US-amerikanischer Regisseur                                                                        | 47    |       |
| 6. Mai  | Ivy Benson                        | britische Bandleaderin                                                                             | 79    |       |
| 6. Mai  | Henri Conchy                      | französischer Fußballspieler                                                                       | 84    |       |
| 6. Mai  | Per-Erik Ekblom                   | finnischer Fernschachspieler und Schachfunktionär                                                  | 65    |       |
| 6. Mai  | Rommel Fernández                  | panamaischer Fußballspieler                                                                        | 27    |       |
| 6. Mai  | Ann Todd                          | britische Schauspielerin                                                                           | 84    |       |
| 7. Mai  | Liselotte Eder                    | deutsche Übersetzerin, Schauspielerin                                                              | 70    |       |
| 7. Mai  | Cee Farrow                        | deutscher Popsänger in den USA                                                                     | 36    |       |
| 7. Mai  | Anton Geyer                       | deutscher Prälat                                                                                   | 74    |       |
| 7. Mai  | Ulrich Klug                       | deutscher Jurist, Hochschullehrer und Politiker (FDP)                                              | 79    |       |
| 7. Mai  | Ernst Kramer                      | deutscher Architekt und Kunsthistoriker                                                            | 83    |       |
| 7. Mai  | Wilhelm Nordin                    | deutscher Vizeadmiral in der Volksmarine der DDR                                                   | 69    |       |
| 7. Mai  | Mary Philbin                      | US-amerikanische Stummfilmschauspielerin                                                           | 89    |       |
| 7. Mai  | Hap Sharp                         | US-amerikanischer Autorennfahrer                                                                   | 65    |       |
| 7. Mai  | Luis Tróccoli                     | uruguayischer Politiker                                                                            | 71    |       |
| 8. Mai  | Dele Charley                      | sierra-leonischer Autor                                                                            | 45    |       |
| 8. Mai  | Debiprasad Chattopadhyaya         | bengalischer marxistischer Philosoph                                                               | 74    |       |
| 8. Mai  | Avram Davidson                    | US-amerikanischer Science-Fiction-, Fantasy- und Mystery-Autor, Mitglied der Tenrikyō-Religion     | 70    |       |
| 8. Mai  | Harald Eggers                     | deutscher Schauspieler und Hörspielsprecher                                                        | 65    |       |
| 8. Mai  | Enrique Larrinaga                 | spanischer Fußballspieler                                                                          | 82    |       |
| 8. Mai  | Marsinah                          | indonesische Gewerkschafterin                                                                      | 24    |       |
| 8. Mai  | Alwin Nikolais                    | US-amerikanischer Tänzer und Choreograf                                                            | 82    |       |
| 9. Mai  | Mario Baeza                       | chilenischer Fußballspieler                                                                        | 77    |       |
| 9. Mai  | Mary Duncan                       | US-amerikanische Schauspielerin                                                                    | 97    |       |
| 9. Mai  | Penelope Gilliatt                 | britische Roman- und Kurzgeschichtenautorin, Filmkritikerin sowie Drehbuchautorin                  | 61    |       |
| 9. Mai  | Josef Hendel                      | deutscher Künstler                                                                                 | 95    |       |
| 9. Mai  | Iván Patachich                    | ungarischer Komponist und Dirigent                                                                 | 70    |       |
| 9. Mai  | Freya Madeline Stark              | britische Orient- und Forschungsreisende, Reiseschriftstellerin                                    | 100   |       |
| 9. Mai  | Hermann Stetter                   | deutscher Chemiker                                                                                 | 75    |       |
| 9. Mai  | Albert Sukop                      | deutscher Fußballspieler                                                                           | 80    |       |
| 10. Mai | Lester del Rey                    | US-amerikanischer Schriftsteller                                                                   | 77    |       |
| 10. Mai | Günter Hoffmann                   | deutscher Maler, Textilgestalter und Pädagoge                                                      | 70    |       |
| 10. Mai | Egon Vogel                        | deutscher Schauspieler und Sänger (Tenor)                                                          | 84    |       |
| 11. Mai | Hugh Hudson                       | australischer Politiker (South Australia)                                                          | 72    |       |
| 11. Mai | Torsten Ullman                    | schwedischer Sportschütze                                                                          | 84    |       |
| 12. Mai | Zeno Colò                         | italienischer Skirennläufer                                                                        | 72    |       |
| 12. Mai | Hans Demeter                      | deutscher Kaufmann und Politiker (SPD), MdL Bayern                                                 | 87    |       |
| 12. Mai | Evert Dolman                      | niederländischer Radrennfahrer, Olympiasieger und Weltmeister                                      | 47    |       |
| 12. Mai | Kurt Eckel                        | österreichischer Neurologe und Psychiater                                                          | 74    |       |
| 12. Mai | Ulf Palme                         | schwedischer Schauspieler                                                                          | 72    |       |
| 12. Mai | Edda Seippel                      | deutsche Schauspielerin                                                                            | 73    |       |
| 13. Mai | Eduard Bachinger                  | deutscher Landwirt und Mitglied des Bayerischen Senats                                             | 81    |       |
| 13. Mai | Friedrich Dörr                    | deutscher Theologe und Kirchenlieddichter                                                          | 85    |       |
| 13. Mai | Schmuel Gogol                     | polnisch-israelischer Holocaust-Überlebender, Mundharmonikaspieler und Musikpädagoge               |       |       |
| 13. Mai | Bede Griffiths                    | britischer Benediktinermönch                                                                       | 86    |       |
| 13. Mai | Wolfgang Lotz                     | deutsch-israelischer Geheimagent                                                                   | 72    |       |
| 13. Mai | Curt Riess                        | deutscher Journalist und Schriftsteller                                                            | 90    |       |
| 14. Mai | Albert Gau                        | französischer Politiker, Mitglied der Nationalversammlung                                          | 82    |       |
| 14. Mai | Franz Xaver Hafner                | deutscher Bankkaufmann und Politiker (CSU)                                                         | 81    |       |
| 14. Mai | Evan C. Horning                   | US-amerikanischer Chemiker                                                                         | 76    |       |
| 14. Mai | Karin Luts                        | estnisch-schwedische Malerin und Grafikerin                                                        | 89    |       |
| 14. Mai | Théo Meurisse                     | französischer Filmarchitekt                                                                        | 59    |       |
| 14. Mai | Édouard Pignon                    | französischer Maler                                                                                | 88    |       |
| 14. Mai | Hugo Wiener                       | österreichischer Komponist und Pianist                                                             | 89    |       |
| 15. Mai | Herbert Grötzsch                  | deutscher Mathematiker                                                                             | 90    |       |
| 15. Mai | Maria Jeibmann                    | deutsche Leichtathletin                                                                            | 65    |       |
| 15. Mai | Andrzej Kuśniewicz                | polnischer Diplomat und Schriftsteller                                                             | 88    |       |
| 15. Mai | Heinz-Bernhard Zorn               | deutscher Offizier und Kampfflieger                                                                | 81    |       |
| 16. Mai | Madan Kumar Bhandari              | nepalesischer Politiker                                                                            | 40    |       |
| 16. Mai | Marv Johnson                      | US-amerikanischer Rhythm-and-Blues- und Soulsänger                                                 | 54    |       |
| 17. Mai | Handan Adalı                      | türkische Schauspielerin                                                                           | 71    |       |
| 17. Mai | Toe Blake                         | kanadischer Eishockeyspieler                                                                       | 80    |       |
| 17. Mai | Earl Chudoff                      | US-amerikanischer Politiker                                                                        | 85    |       |
| 17. Mai | Holger Eckert                     | deutscher Schauspieler polnischer Abstammung                                                       | 89    |       |
| 17. Mai | André Resampa                     | madagassischer Politiker                                                                           | 68    |       |
| 17. Mai | Wolfgang Weimar                   | deutscher Politiker (CDU), MdL                                                                     | 70    |       |
| 18. Mai | Heinrich Albertz                  | deutscher Politiker (SPD), MdL, MdA                                                                | 78    |       |
| 18. Mai | Ruth Bühren-Gamb                  | deutsche Politikerin (SPD), MdL                                                                    | 70    |       |
| 18. Mai | Jörg Hoffmann                     | deutscher Bildhauer und Maler                                                                      | 56    |       |
| 18. Mai | Heinz Knoke                       | deutscher Politiker (SRP), MdL                                                                     | 72    |       |
| 18. Mai | Lester O. Krampitz                | US-amerikanischer Mikrobiologe                                                                     | 83    |       |
| 18. Mai | Eduard Kronengold                 | österreichisch-US-amerikanischer Psychoanalytiker                                                  | 94    |       |
| 18. Mai | Charles Lichtenthaeler            | Schweizer Arzt und Medizinhistoriker                                                               | 77    |       |
| 18. Mai | Gerhard Rachold                   | deutscher Schauspieler                                                                             | 64    |       |
| 19. Mai | Friedrich Ehrlicher               | deutscher Lehrer                                                                                   | 84    |       |
| 19. Mai | Richard Murphy                    | US-amerikanischer Drehbuch- und Regisseur                                                          | 81    |       |
| 19. Mai | Peter Pompetzki                   | deutscher Mörder                                                                                   | 23    |       |
| 19. Mai | Florian Pröll                     | österreichischer Ordensgeistlicher, Abt                                                            | 79    |       |
| 20. Mai | Franz Forster                     | österreichischer Bildhauer                                                                         | 96    |       |
| 20. Mai | Antje Garden                      | deutsche Fernsehansagerin und -moderatorin                                                         | 42    |       |
| 20. Mai | Dragoljub Janošević               | jugoslawischer Schachspieler                                                                       | 69    |       |
| 20. Mai | Pius Kerketta                     | indischer Ordensgeistlicher, Erzbischof von Ranchi                                                 | 83    |       |
| 21. Mai | John Frost                        | britischer Generalmajor und Luftwaffenoffizier                                                     | 80    |       |
| 21. Mai | Georg Michalsen                   | deutscher SS-Sturmbannführer                                                                       | 86    |       |
| 21. Mai | Omar Pchakadse                    | sowjetischer Bahnradsportler                                                                       | 48    |       |
| 21. Mai | Christiane Rajewsky               | deutsche Politikwissenschaftlerin, Friedensforscherin und Friedenspädagogin                        | 58    |       |
| 21. Mai | Adolph Rastén                     | dänischer Journalist, Auslandskorrespondent und Publizist                                          | 79    |       |
| 22. Mai | Herbert B. Callen                 | US-amerikanischer theoretischer Physiker                                                           | 73    |       |
| 22. Mai | Philipp Held                      | deutscher Jurist und Politiker (CSU), MdL                                                          | 81    |       |
| 22. Mai | Mieczysław Horszowski             | polnischer Pianist                                                                                 | 100   |       |
| 22. Mai | Otto Knöpfer                      | deutscher Maler                                                                                    | 82    |       |
| 22. Mai | Max Neumeyer                      | deutscher Kommunalpolitiker (CSU)                                                                  | 72    |       |
| 22. Mai | Irma Vila                         | mexikanische Sängerin und Schauspielerin                                                           | 76    |       |
| 22. Mai | Weniamin Emmanuilowitsch Dymshits | sowjetischer Politiker (KPdSU)                                                                     | 82    |       |
| 24. Mai | Erni Finselberger                 | deutsche Politikerin (GB/BHE), MdL, MdB                                                            | 90    |       |
| 24. Mai | Francesco Izzarelli               | italienischer Kameramann                                                                           | 90    |       |
| 24. Mai | Ludwig Popp                       | deutscher Bakteriologe                                                                             | 81    |       |
| 24. Mai | Juan Jesús Posadas Ocampo         | mexikanischer Geistlicher, Erzbischof von Guadalajara und Kardinal der römisch-katholischen Kirche | 66    |       |
| 24. Mai | Filippo Scroppo                   | italienischer Maler der Moderne                                                                    | 83    |       |
| 24. Mai | Otto von Simson                   | deutscher Kunsthistoriker                                                                          | 80    |       |
| 24. Mai | Hermann Vetters                   | österreichischer Archäologe                                                                        | 77    |       |
| 24. Mai | Luise Wulff                       | deutsche Grafikerin und Illustratorin                                                              | 58    |       |
| 25. Mai | Fikret Arıcan                     | türkischer Fußballspieler und -funktionär                                                          | 81    |       |
| 25. Mai | Buddhadasa                        | buddhistischer Mönch                                                                               | 86    |       |
| 25. Mai | Rudolf Eckstein                   | deutscher Ruderer                                                                                  | 78    |       |
| 25. Mai | Serei Eri                         | papua-neuguineischer Politiker und Autor                                                           | 56    |       |
| 25. Mai | Otto A. Jäger                     | deutscher Arzt, humanitärer Aktivist und Maler                                                     | 92    |       |
| 25. Mai | Enzo Melandri                     | italienischer Philosoph                                                                            | 67    |       |
| 25. Mai | Herbert Nonnsen                   | deutscher Politiker (SPD), MdL                                                                     | 78    |       |
| 25. Mai | Dan Seymour                       | US-amerikanischer Filmschauspieler                                                                 | 78    |       |
| 25. Mai | Horia Sima                        | rumänischer Führer der Eisernen Garde                                                              | 86    |       |
| 25. Mai | Theo Vondano                      | deutscher Politiker (CDU), MdL                                                                     | 66    |       |
| 26. Mai | Hellmut Diwald                    | deutscher Historiker und Publizist                                                                 | 68    |       |
| 26. Mai | Ernst Kühnle                      | deutscher Politiker (CDU), MdL                                                                     | 77    |       |
| 26. Mai | Fernando López                    | philippinischer Politiker                                                                          | 89    |       |
| 26. Mai | Jack Priestley                    | US-amerikanischer Kameramann                                                                       | 66    |       |
| 26. Mai | Hansjörg Schmitthenner            | deutscher Dramaturg und Leiter der Hörspielabteilung des BR                                        | 84    |       |
| 26. Mai | Karl-Reinhard von Schultzendorff  | deutscher Brigadegeneral des Heeres der Bundeswehr                                                 | 78    |       |
| 26. Mai | Ulvi Yenal                        | türkischer Fußballtorhüter                                                                         | 85    |       |
| 26. Mai | Andy Yttri                        | US-amerikanischer Konzeptkünstler                                                                  | 34    |       |
| 26. Mai | Pavle Zablatnik                   | österreichischer Geistlicher- und Ethnologie                                                       | 80    |       |
| 27. Mai | Joseph Gormley, Baron Gormley     | britischer Bergmann und Gewerkschafter, Life Peer                                                  | 75    |       |
| 27. Mai | Roger MacDougall                  | schottischer Drehbuchautor und Dramatiker                                                          | 82    |       |
| 27. Mai | Werner Stocker                    | deutscher Schauspieler                                                                             | 38    |       |
| 28. Mai | Willi Kraus                       | deutscher Fußballspieler                                                                           | 66    |       |
| 28. Mai | Ugo Locatelli                     | italienischer Fußballspieler                                                                       | 77    |       |
| 28. Mai | Phil McLean                       | US-amerikanischer Discjockey                                                                       | 70    |       |
| 28. Mai | Doctor Ross                       | US-amerikanischer Bluessänger, -gitarrist und -mundharmonikaspieler                                | 67    |       |
| 28. Mai | Lisa Volmer                       | deutsche Politikerin (SPD), MdL                                                                    | 76    |       |
| 29. Mai | Billy Conn                        | US-amerikanischer Boxer                                                                            | 75    |       |
| 29. Mai | Ernst Schönhals                   | deutscher Bodenkundler und Quartärforscher                                                         | 84    |       |
| 30. Mai | Lien Gisolf                       | niederländische Hochspringerin                                                                     | 82    |       |
| 30. Mai | Melvin Spencer Newman             | US-amerikanischer Chemiker                                                                         | 84    |       |
| 30. Mai | Jens Petersen                     | dänischer Bahnradsportler                                                                          | 74    |       |
| 30. Mai | Mel Rees                          | walisischer Fußballspieler                                                                         | 26    |       |
| 30. Mai | Sun Ra                            | US-amerikanischer Jazzkomponist und Jazzmusiker                                                    | 79    |       |
| 30. Mai | Asō Takeharu                      | japanischer Skilangläufer, Bergsteiger und Leichtathlet                                            | 93    |       |
| 31. Mai | Max Delys                         | französischer Schauspieler                                                                         | 41    |       |
| 31. Mai | Donn Tatum                        | US-amerikanischer Manager                                                                          | 80    |       |
| Mai     | Reinhold Duschka                  | österreichischer Gerechter unter den Völkern                                                       | 92    |       |
| Mai     | Ernst Reitermaier                 | österreichischer Fußballspieler                                                                    | 74    |       |
| Mai     | Isaac Nicolau Salum               | brasilianischer Romanist und Linguist                                                              | 80    |       |

## Juni
| Tag      | Name                               | Beruf, bekannt als                                                                                              | Alter | Beleg |
| -------- | ---------------------------------- | --- | ----- | ----- |
| 1. Juni  | Walker O. Cain                     | US-amerikanischer Architekt                                                                                     | 78    |       |
| 1. Juni  | Ernst Kuhn                         | Schweizer Radrennfahrer                                                                                         | 75    |       |
| 1. Juni  | Norton Winfred Simon               | US-amerikanischer Industrieller und Kunstsammler                                                                | 86    |       |
| 1. Juni  | Gerhard Stoye                      | deutscher Sozialpädagoge und Maler                                                                              | 82    |       |
| 1. Juni  | John Terpak                        | US-amerikanischer Gewichtheber                                                                                  | 80    |       |
| 1. Juni  | Karl Thalheim                      | deutscher Nationalökonom                                                                                        | 93    |       |
| 2. Juni  | Mario Comensoli                    | Schweizer Maler des Realismus                                                                                   | 71    |       |
| 2. Juni  | Tahar Djaout                       | algerischer Journalist, Dichter und Prosa-Autor                                                                 | 39    |       |
| 2. Juni  | Johnny Mize                        | US-amerikanischer Baseballspieler                                                                               | 80    |       |
| 2. Juni  | Fritz Oberhettinger                | deutschamerikanischer Mathematiker                                                                              | 82    |       |
| 2. Juni  | Hans-Ulrich Schmückle              | deutscher Bühnenbildner                                                                                         | 76    |       |
| 3. Juni  | Werner Bochmann                    | deutscher Komponist                                                                                             | 93    |       |
| 3. Juni  | Frantz Casseus                     | haitianischer Gitarrist und Komponist                                                                           | 77    |       |
| 3. Juni  | Anne-Marie Fabian                  | deutsche Journalistin und Schriftstellerin                                                                      | 72    |       |
| 3. Juni  | Joe Fortenberry                    | US-amerikanischer Basketballspieler                                                                             | 82    |       |
| 3. Juni  | Ferenc Havasi                      | ungarischer kommunistischer Politiker                                                                           | 64    |       |
| 3. Juni  | Bai Modi Joof                      | gambischer Rechtsanwalt                                                                                         | 59    |       |
| 3. Juni  | Abdoulaye Mamani                   | nigrischer Schriftsteller und Politiker                                                                         |       |       |
| 3. Juni  | Carl Morris                        | US-amerikanischer Maler                                                                                         | 82    |       |
| 3. Juni  | Richard Anthony Parker             | US-amerikanischer Ägyptologe, Hochschullehrer                                                                   | 87    |       |
| 3. Juni  | Sakai Seiichirō                    | japanischer Schriftsteller                                                                                      | 87    |       |
| 4. Juni  | Georgi Franzewitsch Milljar        | sowjetischer Theater- und Filmschauspieler                                                                      | 89    |       |
| 4. Juni  | Leo Pfeffer                        | US-amerikanischer Rechtsanwalt und Hochschullehrer                                                              | 82    |       |
| 4. Juni  | Fausto Prieto                      | mexikanischer Sportler                                                                                          | 84    |       |
| 4. Juni  | Adelaide Ross                      | englische Schriftstellerin                                                                                      | 97    |       |
| 4. Juni  | Eric Lansdown Trist                | britischer Sozialpsychologe                                                                                     | 83    |       |
| 5. Juni  | Wolf von Baudissin                 | deutscher Generalleutnant und Friedensforscher                                                                  | 86    |       |
| 5. Juni  | Dupree Bolton                      | US-amerikanischer Jazz-Trompeter                                                                                | 64    |       |
| 5. Juni  | Nello Carrara                      | italienischer Physiker                                                                                          | 93    |       |
| 5. Juni  | George Strauss, Baron Strauss      | britischer Politiker (Labour), Mitglied des House of Commons                                                    | 91    |       |
| 5. Juni  | Conway Twitty                      | US-amerikanischer Sänger                                                                                        | 59    |       |
| 6. Juni  | James Bridges                      | US-amerikanischer Regisseur und Produzent                                                                       | 57    |       |
| 6. Juni  | Sylvain Garant                     | französischer Automobilrennfahrer                                                                               | 67    |       |
| 6. Juni  | Brenton Langbein                   | australischer Geiger, Dirigent und Komponist                                                                    | 65    |       |
| 6. Juni  | Kotani Masao                       | japanischer theoretischer Physiker                                                                              | 87    |       |
| 6. Juni  | Mort Mills                         | US-amerikanischer Filmschauspieler                                                                              | 74    |       |
| 6. Juni  | Gui Mombaerts                      | belgischer Pianist und Musikpädagoge                                                                            | 90    |       |
| 6. Juni  | Marcel Roux                        | französischer Architekt und Stadtplaner                                                                         | 83    |       |
| 7. Juni  | Heinz A. Lowenstam                 | US-amerikanischer Paläontologe                                                                                  | 80    |       |
| 7. Juni  | Arnold Mühle                       | deutscher politischer Funktionär, SA-Führer                                                                     | 86    |       |
| 7. Juni  | Dražen Petrović                    | kroatischer Basketballspieler                                                                                   | 28    |       |
| 7. Juni  | Kurt Weitzmann                     | deutscher Kunsthistoriker                                                                                       | 89    |       |
| 8. Juni  | René Bousquet                      | französischer Täter des Holocaust                                                                               | 84    |       |
| 8. Juni  | Roberto Caamaño                    | argentinischer Komponist, Pianist und Musikpädagoge                                                             | 69    |       |
| 8. Juni  | Italo Giulio Caiati                | italienischer Politiker (DC)                                                                                    | 77    |       |
| 8. Juni  | Hermann Gilhaus                    | deutscher Priester und Autor                                                                                    | 59    |       |
| 8. Juni  | Anton Morosani                     | Schweizer Eishockeyspieler                                                                                      | 85    |       |
| 8. Juni  | Elisabeth Schliebe-Lippert         | deutsche Psychologin, Kinder- und Jugendliteraturforscherin sowie Ministerialrätin                              | 94    |       |
| 8. Juni  | Raphael Rainer von Thurn und Taxis | deutscher Gemeinderat und Kirchenpfleger und Abkömmling des Hauses von Thurn und Taxis                          | 87    |       |
| 9. Juni  | Arthur Alexander                   | US-amerikanischer Soulsänger, Songschreiber und Pionier des Country-Soul                                        | 53    |       |
| 9. Juni  | Thomas Ammann                      | Schweizer Kunsthändler und Sammler                                                                              |       |       |
| 9. Juni  | Goler Teal Butcher                 | US-amerikanische Juristin im Bereich des internationalen Rechts                                                 | 67    |       |
| 9. Juni  | Fabrizio Clerici                   | italienischer Architekt und phantastisch-surrealistischer Zeichner, Grafiker, Maler und Bühnenbildner           | 80    |       |
| 9. Juni  | Peter Coe                          | US-amerikanischer Schauspieler                                                                                  | 74    |       |
| 9. Juni  | Juan Downey                        | chilenisch-US-amerikanischer Videokünstler und Zeichner                                                         | 53    |       |
| 9. Juni  | Charles Plantivaux                 | französischer Automobilrennfahrer                                                                               | 85    |       |
| 9. Juni  | Alexis Smith                       | US-amerikanisch-kanadische Filmschauspielerin                                                                   | 72    |       |
| 9. Juni  | John Voight                        | US-amerikanischer Sprinter                                                                                      | 66    |       |
| 10. Juni | Arleen Augér                       | US-amerikanische Sopranistin                                                                                    | 53    |       |
| 10. Juni | Francis Ebejer                     | maltesischer Schriftsteller                                                                                     | 67    |       |
| 10. Juni | Otto Kornei                        | österreichischer Ingenieur                                                                                      | 90    |       |
| 10. Juni | Paul Lipponer junior               | deutscher Fußballspieler                                                                                        | 69    |       |
| 10. Juni | Archie Macaulay                    | schottischer Fußballspieler und -trainer                                                                        | 77    |       |
| 10. Juni | Hertha Nathorff                    | deutsche Kinderärztin                                                                                           | 98    |       |
| 10. Juni | Alice Reinheart                    | US-amerikanische Schauspielerin                                                                                 | 83    |       |
| 10. Juni | Richard Webb                       | US-amerikanischer Schauspieler und Sachbuchautor                                                                | 77    |       |
| 10. Juni | Joseph Wild                        | deutscher Bäckermeister, Handwerksfunktionär und Senator (Bayern)                                               | 91    |       |
| 11. Juni | Muriel Clara Bradbrook             | britische Literaturwissenschaftlerin                                                                            | 84    |       |
| 11. Juni | Bernard Bresslaw                   | britischer Schauspieler                                                                                         | 59    |       |
| 11. Juni | Karel Effa                         | tschechoslowakischer bzw. tschechischer Schauspieler                                                            | 71    |       |
| 11. Juni | Mstyslaw                           | ukrainischer Kirchenführer                                                                                      | 95    |       |
| 11. Juni | Ray Sharkey                        | US-amerikanischer Schauspieler                                                                                  | 40    |       |
| 11. Juni | Milward L. Simpson                 | US-amerikanischer Politiker                                                                                     | 95    |       |
| 11. Juni | Friedrich Thielen                  | deutscher Politiker (CDU, DP, GDP, NPD), MdBB                                                                   | 76    |       |
| 11. Juni | Friedrich Viehbacher               | deutscher Kommunalpolitiker (CSU)                                                                               | 59    |       |
| 11. Juni | Alan Wykes                         | britischer Sachbuchautor                                                                                        | 79    |       |
| 12. Juni | Wilhelm Gliese                     | deutscher Astronom                                                                                              | 77    |       |
| 12. Juni | Klaus-Wolfgang Klein               | deutscher Mediziner und Offizier des Ministeriums für Staatssicherheit                                          | 59    |       |
| 12. Juni | Helmut Meyer                       | deutscher Landtechniker                                                                                         | 94    |       |
| 12. Juni | Moses Polakoff                     | US-amerikanischer Strafverteidiger                                                                              | 97    |       |
| 12. Juni | Binay Ranjan Sen                   | indischer Diplomat                                                                                              | 95    |       |
| 12. Juni | Karl Waltzinger                    | deutscher Verwaltungsjurist                                                                                     | 84    |       |
| 12. Juni | Ingeborg Weber-Kellermann          | deutsche Volkskundlerin                                                                                         | 74    |       |
| 12. Juni | Augustine Francis Wildermuth       | US-amerikanischer Ordensgeistlicher, Bischof von Patna                                                          | 89    |       |
| 13. Juni | John Campbell                      | US-amerikanischer Bluesgitarrist und -sänger                                                                    | 41    |       |
| 13. Juni | Gérard Côté                        | kanadischer Leichtathlet                                                                                        | 79    |       |
| 13. Juni | Ewald Dytko                        | polnischer Fußballspieler                                                                                       | 78    |       |
| 13. Juni | Heinrich Kemner                    | lutherischer Erweckungstheologe und Prediger                                                                    | 89    |       |
| 13. Juni | Gajo Petrović                      | jugoslawischer Philosoph und Hochschullehrer                                                                    | 66    |       |
| 13. Juni | Hermínia Silva                     | portugiesische Sängerin und Schauspielerin                                                                      | 85    |       |
| 13. Juni | Deke Slayton                       | US-amerikanischer Astronaut                                                                                     | 69    |       |
| 14. Juni | Elisabeth Alletag-Held             | deutsche Ärztin                                                                                                 | 88    |       |
| 14. Juni | Vincent T. Hamlin                  | US-amerikanischer Comiczeichner und Cartoonist                                                                  | 93    |       |
| 14. Juni | Werner Hartke                      | deutscher Klassischer Philologe                                                                                 | 86    |       |
| 14. Juni | Louis Jacquinot                    | französischer Politiker, Mitglied der Nationalversammlung                                                       | 94    |       |
| 14. Juni | Gerhard Kettner                    | deutscher Lithograf und Grafiker                                                                                | 64    |       |
| 14. Juni | Fred Kraus                         | österreichischer Kabarettist, Schauspieler und Showproduzent                                                    | 80    |       |
| 14. Juni | McClure Morris                     | US-amerikanischer Jazzmusiker (Trompete, Gesang, Vibraphon u. a.)                                               | 81    |       |
| 15. Juni | Marjorie Clark                     | südafrikanische Leichtathletin                                                                                  | 83    |       |
| 15. Juni | John Connally                      | US-amerikanischer Politiker, Marineminister, Gouverneur von Texas, Finanzminister                               | 76    |       |
| 15. Juni | James Hunt                         | britischer Automobilrennfahrer                                                                                  | 45    |       |
| 15. Juni | Theodor Krey                       | deutscher Geophysiker                                                                                           | 82    |       |
| 15. Juni | Béla Sárosi                        | ungarischer Fußballspieler                                                                                      | 74    |       |
| 15. Juni | Petey Scalzo                       | US-amerikanischer Boxer im Federgewicht                                                                         | 75    |       |
| 15. Juni | Karl-Heinz Thun                    | deutscher Regattasegler                                                                                         | 56    |       |
| 16. Juni | Aldo Bini                          | italienischer Radrennfahrer                                                                                     | 77    |       |
| 16. Juni | J. Herbert Burke                   | US-amerikanischer Politiker                                                                                     | 80    |       |
| 16. Juni | Richard Fikentscher                | deutscher Frauenarzt, Geburtshelfer sowie Hochschullehrer                                                       | 90    |       |
| 16. Juni | Wolfgang Strobl                    | deutscher Universitätsprofessor                                                                                 | 73    |       |
| 16. Juni | Jørgen Weel                        | dänischer Schauspieler                                                                                          | 70    |       |
| 17. Juni | Heinz Borchers                     | deutscher Metallurg                                                                                             | 89    |       |
| 17. Juni | Alfred Edel                        | deutscher Schauspieler                                                                                          | 61    |       |
| 17. Juni | Bruno Haid                         | stellvertretender Minister für Kultur der DDR                                                                   | 81    |       |
| 17. Juni | Adolfo Winternitz                  | österreichisch-peruanischer Künstler                                                                            | 86    |       |
| 17. Juni | Eva Arndt                          | dänische Schwimmerin                                                                                            | 73    |       |
| 18. Juni | Barnabás Berzsenyi                 | ungarischer Degenfechter                                                                                        | 75    |       |
| 18. Juni | R. Leonard Brooks                  | britischer Mathematiker                                                                                         | 77    |       |
| 18. Juni | Wolfram Esser                      | deutscher Sportjournalist und Moderator                                                                         | 59    |       |
| 18. Juni | Alexandra Hasluck                  | australische Schriftstellerin                                                                                   | 84    |       |
| 18. Juni | Iwan Hontschar                     | ukrainischer Bildhauer und Maler, Gründer des Kiewer Völkerkundlichen Museums                                   | 82    |       |
| 18. Juni | Ernst Kahler                       | deutscher Schauspieler und Regisseur                                                                            | 78    |       |
| 18. Juni | Wilhelm Kewenig                    | deutscher Politiker (CDU), MdA                                                                                  | 58    |       |
| 18. Juni | Gerhard Knape                      | deutscher Schauspieler, Sprecher und Regisseur                                                                  | 78    |       |
| 18. Juni | Hans Lehfeldt                      | deutsch-amerikanischer Mediziner                                                                                | 93    |       |
| 18. Juni | Claude Pascal                      | französischer Comiczeichner                                                                                     | 62    |       |
| 18. Juni | Luther Tucker                      | US-amerikanischer Bluesmusiker                                                                                  | 57    |       |
| 19. Juni | Helmut Fath                        | deutscher Motorradrennfahrer und -konstrukteur                                                                  | 64    |       |
| 19. Juni | William Golding                    | britischer Schriftsteller                                                                                       | 81    |       |
| 19. Juni | Abraham Kaplan                     | US-amerikanischer Philosoph und Hochschullehrer                                                                 | 75    |       |
| 19. Juni | Franco Scaglione                   | italienischer Automobildesigner                                                                                 | 76    |       |
| 19. Juni | August Schröder                    | deutscher Landesarchivar                                                                                        | 85    |       |
| 20. Juni | Heinz Alisch                       | deutscher Komponist                                                                                             | 76    |       |
| 20. Juni | Frederick William Johnson          | kanadischer Richter, Vizegouverneur von Saskatchewan                                                            | 76    |       |
| 20. Juni | Hans Sachs                         | deutscher Jurist, Oberstaatsanwalt, Mitglied in einem Fernsehrateteam                                           | 81    |       |
| 20. Juni | György Sárosi                      | ungarischer Fußballspieler                                                                                      | 80    |       |
| 20. Juni | Kurt Sitte                         | tschechisch-deutscher Physiker, KZ-Häftling und Spion                                                           | 82    |       |
| 21. Juni | Al Fairweather                     | britischer Jazzmusiker                                                                                          | 66    |       |
| 21. Juni | André Frénaud                      | französischer Schriftsteller                                                                                    | 85    |       |
| 21. Juni | Dieter B. Kabus                    | deutscher evangelischer Geistlicher und Jugendbuchautor                                                         | 51    |       |
| 21. Juni | Gotthold Müller                    | deutscher Verleger                                                                                              | 89    |       |
| 22. Juni | Walter Ableiter                    | deutscher Hotelier und baden-württembergischer Politiker (FDP), MdL                                             | 71    |       |
| 22. Juni | Theo Bechteler                     | deutscher Bildhauer und Kunstmaler                                                                              | 90    |       |
| 22. Juni | Minna Lachs                        | österreichische Germanistin, Pädagogin und Schriftstellerin                                                     | 85    |       |
| 22. Juni | Pat Nixon                          | US-amerikanische First Lady                                                                                     | 81    |       |
| 22. Juni | Robert R. Shrock                   | US-amerikanischer Paläontologe und Geologe                                                                      | 88    |       |
| 23. Juni | Heinz Erven                        | deutscher Landwirt; Pionier auf dem Gebiet des naturgemäßen Anbaus von Obst und Gemüse                          | 93    |       |
| 23. Juni | Zdeněk Kopal                       | tschechischer Astronom                                                                                          | 79    |       |
| 23. Juni | Gustave Lussi                      | Schweizer Eiskunstlauftrainer                                                                                   |       |       |
| 23. Juni | Edgar Schenkman                    | US-amerikanischer Dirigent und Musikpädagoge                                                                    | 85    |       |
| 24. Juni | Hans Beirer                        | österreichischer Heldentenor                                                                                    | 82    |       |
| 24. Juni | Carl Coutelle                      | deutscher Arzt und Pathologe                                                                                    | 84    |       |
| 24. Juni | Lina Galli                         | italienische Schriftstellerin                                                                                   |       |       |
| 24. Juni | Walter K. B. Holz                  | deutscher Archivar                                                                                              | 85    |       |
| 24. Juni | Robert Lehmann                     | deutscher Politiker (KPD, SED), MdV, MdL, Vorsitzender der Pionierorganisation Ernst Thälmann (1957–1964)       | 82    |       |
| 24. Juni | Odd Sagør                          | norwegischer Politiker                                                                                          | 74    |       |
| 24. Juni | Bruno Thiebes                      | deutscher römisch-katholischer Geistlicher, Domdekan in Speyer                                                  | 87    |       |
| 24. Juni | Massimo Urbani                     | italienischer Jazzsaxophonist                                                                                   | 36    |       |
| 24. Juni | Gottlieb Wanzenried                | Schweizer Radrennfahrer                                                                                         | 86    |       |
| 24. Juni | Archie Williams                    | US-amerikanischer Sprinter und Olympiasieger                                                                    | 78    |       |
| 25. Juni | Mona Baptiste                      | trinidadische Popsängerin und Schauspielerin                                                                    | 65    |       |
| 25. Juni | Anton Dawidowicz                   | österreichischer Musikpädagoge, Kapellmeister und Komponist                                                     | 82    |       |
| 25. Juni | Hans Hopf                          | deutscher Heldentenor                                                                                           | 76    |       |
| 25. Juni | Miroslav Klega                     | tschechischer Komponist                                                                                         | 67    |       |
| 25. Juni | Miguel Mármol                      | salvadorianischer Gewerkschaftsaktivist                                                                         | 87    |       |
| 25. Juni | Rich Matteson                      | US-amerikanischer Jazzmusiker                                                                                   | 64    |       |
| 25. Juni | Reinhard Pozorny                   | deutscher Autor, nationalsozialistischer Propagandafunktionär, Aktivist in der Sudetendeutschen Landsmannsch... | 85    |       |
| 25. Juni | Louise Rösler                      | deutsche Bildende Künstlerin                                                                                    | 85    |       |
| 25. Juni | Wolfgang Weichelt                  | deutscher Staatswissenschaftler und Politiker (SED), MdV                                                        | 64    |       |
| 26. Juni | Fritz Christian Gerhard            | deutscher Musikpädagoge und Komponist                                                                           | 81    |       |
| 26. Juni | Herbert Gruhl                      | deutscher Politiker (CDU, GAZ/GRÜNE, ÖDP), MdB, Umweltschützer (BUND) und Schriftsteller                        | 71    |       |
| 26. Juni | Ernst Kühl                         | deutscher Politiker (CDU), MdL                                                                                  | 86    |       |
| 26. Juni | Ruth von Mayenburg                 | österreichische Publizistin, Schriftstellerin und Übersetzerin                                                  | 85    |       |
| 26. Juni | Alfredo Noriega Arce               | peruanischer Ordensgeistlicher, Weihbischof in Lima                                                             | 70    |       |
| 26. Juni | William Harrison Riker             | US-amerikanischer Politikwissenschaftler                                                                        | 72    |       |
| 26. Juni | James Thomas                       | US-amerikanischer Bluesmusiker und Bildhauer                                                                    | 66    |       |
| 27. Juni | Wolfgang Grams                     | deutscher Terrorist, Mitglied der Rote Armee Fraktion                                                           | 40    |       |
| 27. Juni | Anneliese Jacke                    | deutsche Leichtathletin                                                                                         | 84    |       |
| 27. Juni | Kurt Mahr                          | deutscher Schriftsteller                                                                                        | 59    |       |
| 27. Juni | Edouard Morot-Sir                  | französischer Philosoph, Romanist und Literaturwissenschaftler                                                  |       |       |
| 27. Juni | James Trifunov                     | kanadischer Ringer                                                                                              | 89    |       |
| 28. Juni | GG Allin                           | US-amerikanischer Rock- und Punkmusiker                                                                         | 36    |       |
| 28. Juni | Frans Hendrik Breukelman           | niederländischer reformierter Theologe, Pfarrer und Theologieprofessor in Amsterdam                             | 76    |       |
| 28. Juni | Boris Christow                     | bulgarischer Opernsänger (Bass)                                                                                 | 79    |       |
| 28. Juni | Henry Hogan                        | britischer Offizier der Luftstreitkräfte des Vereinigten Königreichs                                            | 83    |       |
| 28. Juni | Olga Costa                         | mexikanische Künstlerin                                                                                         | 79    |       |
| 28. Juni | Karl Hauptmannl                    | deutscher Lehrer und Mitglied des Bayerischen Senats                                                            | 75    |       |
| 28. Juni | Karl Kahane                        | österreichischer Unternehmer                                                                                    | 73    |       |
| 28. Juni | Wilen Mitrofanowitsch Strutinski   | russischer Physiker                                                                                             | 63    |       |
| 28. Juni | Vasilis Soukas                     | griechischer Klarinettist                                                                                       | 62    |       |
| 29. Juni | Erich Deuser                       | deutscher Physiotherapeut der deutschen Fußballnationalmannschaft                                               | 82    |       |
| 29. Juni | Erwin Glock                        | deutscher Sportschütze                                                                                          | 68    |       |
| 29. Juni | Héctor Lavoe                       | puerto-ricanischer Komponist und Sänger                                                                         | 46    |       |
| 29. Juni | Patrick Lindsay                    | irischer Politiker (Fine Gael)                                                                                  | 79    |       |
| 29. Juni | Herbert Ziegenhahn                 | deutscher Politiker (SED), MdV                                                                                  | 71    |       |
| 30. Juni | Benno Hattesen                     | deutscher Schauspieler, Regisseur und Theaterintendant                                                          | 86    |       |
| 30. Juni | George McFarland                   | US-amerikanischer Schauspieler                                                                                  | 64    |       |
| 30. Juni | Bernd Minnich                      | deutscher Künstler                                                                                              |       |       |
| 30. Juni | Max Wartemann                      | schleswig-holsteinischer Politiker                                                                              | 88    |       |
| Juni     | Denise François-Geiger             | französische Linguistin und Romanistin                                                                          |       |       |
| Juni     | David Levine                       | US-amerikanischer Pianist                                                                                       |       |       |
| Juni     | Severo Sarduy                      | kubanischer Schriftsteller und Maler                                                                            | 56    |       |